# Fascista cercerisella
Fascista cercerisella (tên tiếng Anh: Redbud Leaffolder) là một loài bướm đêm thuộc họ Gelechiidae. Nó được tìm thấy ở Pennsylvania và Maryland, phía nam đến Florida, phía tây đến Texas, phía bắc đến Kansas.
Sải cánh dài 13–16 mm. Con trưởng thành bay từ tháng 4 đến tháng 10 in the south. The flight season is shorter in phần phía bắc của the range. Có một lứa một năm in the north, có thể two in the south.
Ấu trùng ăn Cercis canadensis. They skeletonize the leaves of their host.